# بيت هامبتون
بيت هامبتون (بالإنجليزية: Pete Hampton) هو كاتب أغاني أمريكي، ولد في 7 أغسطس 1871 في بولينغ غرين في الولايات المتحدة، وتوفي في 16 مارس 1916 في نيويورك في الولايات المتحدة.

## وصلات خارجية
- بيت هامبتون على موقع ميوزك برينز (الإنجليزية)